# Культура західної лінійної кераміки

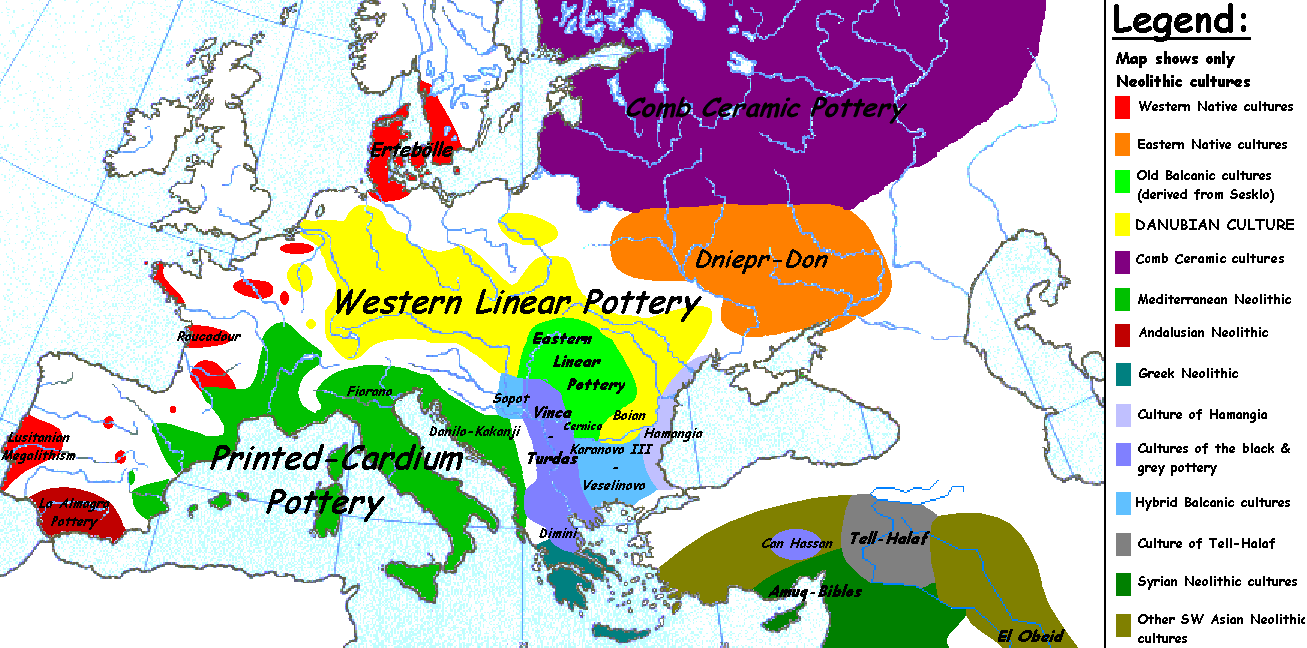
Культура означена світло-жовтою плямою

Культура західної лінійної кераміки, культура задунайської лінійної кераміки, культура волютової кераміки, волютова культура - археологічна культура новокам’яної доби Європи.
Сучасна культурі лінійно-стрічкової кераміки.
Датується 5700-4700 роками до н.е. (старе датування 5000-3900 роки до н.е.).
Спочатку культура займала західну, задунайську Угорщину, західну та середню Словаччину (та Спиш) та сміжні землі Австрії й Хорватії. Вкінці просунулася Німеччиною на північно-східної Франції, на Австрію, Сербію, на південну Польщу, на сукупну Молдавію.
Мало дві фази: старшу й пізню.
Железовська культура у західній та середній Словаччині розглядається як пізня стадія культури західної лінійної кераміки.